# Признания Ната Тёрнера
Признания Ната Тёрнера (The Confessions of Nat Turner) — роман Уильяма Стайрона 1967 года, вызвавший острые дискуссии и принесший писателю Пулитцеровскую премию. Роман выдержал несколько переизданий, его перевели на 20 языков.
В основу романа положены события восстания американских чернокожих рабов под предводительством баптистского проповедника Ната Тёрнера в 1831 году. Предсмертную исповедь Тёрнера, выступление которого привело к смерти около 50 белых мужчин, женщин и детей, записал его адвокат Томас Грей. Главный герой романа изображался религиозным фанатиком, преследуемым фантазиями о сексуальном насилии над красивой 18-летней белой девушкой Маргарет. Убив её, Тёрнер начинает сомневаться в своей правоте.
После выхода книги её подвергли критике, обвинив автора в расизме и игнорировании исторических фактов. В СССР роман долгое время не издавался, «Литературная газета» опубликовала рецензию марксиста Герберта Аптекера, обвинявшего автора в искажении «образа народного героя».